# Muamer Tanković
Muamer Tanković (Hageby, 22 februari 1995) is een Zweeds voetballer die doorgaans als centrum- of schaduwspits speelt. Tanković debuteerde in 2014 in het Zweeds nationaal elftal.

## Clubcarrière
Tanković speelde in de jeugd voor Hageby IF en IFK Norrköping. Bij IFK Norrköping kwam hij nooit aan spelen toe, maar haalde hij wel enkele malen de reservebank. In september 2011 tekende hij een driejarig contract bij het Engelse Fulham. Op 14 januari 2014 debuteerde hij voor Fulham in de FA Cup tegen Norwich City op Craven Cottage. Twee weken later volgde zijn competitiedebuut tegen Swansea City in het Liberty Stadium. Op 9 februari 2014 mocht hij in de basiself beginnen in de uitwedstrijd tegen Manchester United op Old Trafford. Op 26 juni 2014 werd bekend dat hij de overstap naar AZ maakte. Hier heeft hij een contract getekend tot 2019. Tanković maakte in de eerste competitiewedstrijd van het seizoen 2014/15 op 9 augustus zijn officieel debuut voor AZ. In deze uitwedstrijd tegen Heracles Almelo gaf hij een assist en maakte hij zelf het derde doelpunt (eindstand 0–3). Hij verruilde AZ in augustus 2017 voor Hammarby IF. In zijn debuutseizoen werd hij uitgeroepen tot beste nieuwkomer van de Allsvenskan 2018. Medio 2020 ging hij naar AEK Athene. Na twee seizoenen verliet hij Griekenland en verhuisde Tanković naar het Cypriotische Pafos FC.

## Carrièrestatistieken
| Seizoen         | Club            | Competitie      | Competitie | Competitie | Beker | Beker | Internationaal | Internationaal | Overig | Overig | Totaal | Totaal |
| Seizoen         | Club            | Competitie      | Wed.       | Dlp.       | Wed.  | Dlp.  | Wed.           | Dlp.           | Wed.   | Dlp.   | Wed.   | Dlp.   |
| --------------- | --------------- | --------------- | ---------- | ---------- | ----- | ----- | -------------- | -------------- | ------ | ------ | ------ | ------ |
| 2013/14         | Fulham          | Premier League  | 3          | 0          | 3     | 0     | 0              | 0              | 0      | 0      | 6      | 0      |
| 2014/15         | AZ              | Eredivisie      | 26         | 5          | 3     | 2     | 0              | 0              | 0      | 0      | 29     | 7      |
| 2015/16         | AZ              | Eredivisie      | 19         | 3          | 3     | 2     | 7              | 0              | 0      | 0      | 29     | 5      |
| 2016/17         | AZ              | Eredivisie      | 13         | 2          | 3     | 1     | 3              | 1              | 0      | 0      | 19     | 4      |
| 2016/17         | Jong AZ         | Tweede divisie  | 8          | 8          | 0     | 0     | 0              | 0              | 0      | 0      | 8      | 8      |
| 2017            | Hammarby IF     | Allsvenskan     | 12         | 1          | 0     | 0     | 0              | 0              | 0      | 0      | 12     | 1      |
| 2018            | Hammarby IF     | Allsvenskan     | 30         | 7          | 3     | 1     | 0              | 0              | 0      | 0      | 33     | 8      |
| 2019            | Hammarby IF     | Allsvenskan     | 28         | 14         | 0     | 0     | 0              | 0              | 0      | 0      | 28     | 14     |
| 2020            | Hammarby IF     | Allsvenskan     | 14         | 7          | 5     | 4     | 0              | 0              | 0      | 0      | 19     | 11     |
| 2020/21         | AEK Athene      | Super League    | 27         | 4          | 5     | 2     | 6              | 2              | 0      | 0      | 38     | 8      |
| 2021/22         | AEK Athene      | Super League    | 18         | 0          | 2     | 1     | 2              | 0              | 0      | 0      | 22     | 1      |
| 2022/23         | Pafos FC        | A Divizion      | 32         | 8          | 4     | 0     | 0              | 0              | 0      | 0      | 36     | 8      |
| 2023/24         | Pafos FC        | A Divizion      | 32         | 14         | 5     | 2     | 0              | 0              | 0      | 0      | 37     | 16     |
| 2024/25         | Pafos FC        | A Divizion      | 11         | 2          | 0     | 0     | 12             | 3              | 1      | 0      | 24     | 5      |
| Carrière totaal | Carrière totaal | Carrière totaal | 273        | 75         | 36    | 15    | 30             | 6              | 1      | 0      | 340    | 96     |

## Interlandcarrière
Tanković debuteerde in het Zweeds nationaal elftal op 5 maart 2014 in de vriendschappelijke interland tegen Turkije. Hij mocht na 67 minuten invallen voor Jimmy Durmaz. Als Europees kampioen tot 23 plaatste Zweden zich voor de Olympische Spelen in Rio de Janeiro. Tanković maakte deel uit van de selectie. In Brazilië werd de ploeg onder leiding van bondscoach Håkan Ericson uitgeschakeld in de groepsfase, na een gelijkspel tegen Colombia (2-2) en nederlagen tegen Nigeria (1-0) en Japan (1-0).
1 Strakosha ·
2 Moukoudi ·
3 Pilios ·
4 Szymański ·
5 Amrabat ·
6 Jønsson ·
7 García ·
8 Gaćinović ·
9 Lamela ·
10 Zuber ·
11 Koïta ·
12 Rota ·
13 Pineda ·
14 Pierrot ·
16 Tsiloulis ·
18 Callens ·
19 Eliasson ·
20 Mantalos ·
21 Vida  ·
22 Fernandes ·
23 Ljubičić ·
24 Mitoglou ·
25 Galanopoulos ·
26 Martial ·
28 Hajsafi ·
29 Odubajo ·
37 Pereyra ·
91 Brignoli ·
99 Theocharis ·
Coach: Almeyda